# Rockport (Arkansas)
Rockport es una ciudad ubicada en el condado de Hot Spring en el estado estadounidense de Arkansas. En el Censo de 2010 tenía una población de 755 habitantes y una densidad poblacional de 85,64 personas por km².

## Geografía
Rockport se encuentra ubicada en las coordenadas 34°24′25″N 92°48′35″O / 34.40694, -92.80972. Según la Oficina del Censo de los Estados Unidos, Rockport tiene una superficie total de 8.82 km², de la cual 8.82 km² corresponden a tierra firme y (0%) 0 km² es agua.

## Demografía
Según el censo de 2010, había 755 personas residiendo en Rockport. La densidad de población era de 85,64 hab./km². De los 755 habitantes, Rockport estaba compuesto por el 95.36% blancos, el 3.05% eran afroamericanos, el 0.53% eran amerindios, el 0.26% eran asiáticos, el 0% eran isleños del Pacífico, el 0.13% eran de otras razas y el 0.66% pertenecían a dos o más razas. Del total de la población el 0.53% eran hispanos o latinos de cualquier raza.